# Abelard Saragossà i Alba
Abelard Saragossà i Alba (Silla, 1954) is een Valenciaans filoloog en hoogleraar aan de afdeling Catalaanse filologie aan de Universiteit van Valencia. Hij is lid van de adviesraad van het Plataforma per la Llengua. Hij is ook actief in de Valenciaanse beweging.

## Werken
Een van zijn belangrijkste onderzoeksthema's is de wijze waarop de eigenheid van de Valenciaanse en de Catalaanse varianten in een gemeenschappelijke spraakkunst gerespecteerd kunnen worden, zonder de taalunie in gevaar te brengen.
- Criteris de la normativa: l'ortografia contemporània, uns quants problemes actuals, València, Saó, 1997, 316 blz.
- Passat, present i futur de les Normes ortogràfiques de Castelló (1932), València, Saó, 1998
- Problemes bàsics de la teoria sintàctica generativista (1957-1986), València, Universitat de València, 1992, 304 blz.
- Els predicatius i les categories sintàctiques, Universitat de València, València, 1994, 243 blz.
- El valencià del futur, Benicarló, Alambor, [2000], 2002, 2de druk, 206 blz.
- Gramàtica valenciana raonada i popular: els fonaments, Tabarca Llibres, 2005, 336 blz.
- Reivindicació del valencià: una contribució. València, Tabarca Llibres, 2007 (1e druk, 2006), 322 blz. Prijs voor het beste essay 2006 van de Valenciaanse regering.